# Ryan Ochoa
Ryan Ochoa (* 17. května 1996) je americký herec. Nejvíc se proslavil svou rolí Lannyho v seriálu od Disney XD Královská dvojčata a Chucka Chamberse od Nickelodeon seriálu iCarly.